# Hell Ride
Hell Ride is een Amerikaanse actiefilm uit 2008 onder regie van Larry Bishop met Michael Madsen, Eric Balfour en Larry Bishop in de hoofdrollen. Hell Ride kreeg in Nederland een direct-to-DVD-release, alleen in Japan en de Verenigde Staten kreeg deze film een bioscooprelease.

## Verhaal
1976, de leiders van de Six-Six-Six'ers, The Deuce en Billy Wings, vermoorden Cherokee Kisum, de vriendin van Pistolero, om zo een boodschap te sturen naar de Victors. Vervolgens verlaat The Deuce de Six'ers om zich op zijn business te richten, dit zorgt ervoor dat de Six'ers uiteenvallen. Jaren later komt the Deuce terug om wat zaken af te handelen terwijl Billy Wings de Six'ers weer opbouwt in Los Angeles. Kort daarna worden leden van de Victors, op dezelfde wijze als Cherokee, dood gevonden. Dit zorgt ervoor dat de oorlog tussen de Victors en de Six-Six-Six'ers weer begint.

## Rolverdeling
| Acteur          | Personage       |
| --------------- | --------------- |
| Eric Balfour    | Comanche/Bix    |
| Larry Bishop    | Pistolero       |
| Michael Madsen  | The Gent        |
| Leonor Varela   | Nada            |
| Dennis Hopper   | Eddie Zero      |
| Vinnie Jones    | Billy Wings     |
| David Carradine | The Deuce       |
| Laura Cayouette | Dani            |
| Michael Beach   | Goody Two Shoes |
| Julia Jones     | Cherokee Kisum  |